# جویس مگالاهس بورینی
جویس مگالاهس بورینی (انگلیسی: Joyce Magalhães Borini؛ زادهٔ ۲۲ مارس ۱۹۸۸) بازیکن فوتبال اهل برزیل است.
از باشگاه‌هایی که در آن بازی کرده‌است می‌توان به باشگاه فوتبال والنسیا اشاره کرد.
وی همچنین در تیم ملی فوتبال زنان برزیل بازی کرده‌است.